# Šabakov kamen
Šabakov kamen je kamnita plošča z vklesanim staroegipčanskim verskim besedilom, napisanim v obdobju Petindvajsete egipčanske dinastije. Kamen se je kasneje uporabljal kot mlinski kamen. Na njem pa je tudi nekaj namernih poškodb, zato so napisi na splošno v zelo slabem stanju.

## Izvor

### Zgodovina
Kamen je bil postavljen kot trajen spomenik v Ptahovem templju v Memfisu v poznem 8. stoletju pr. n. št. Kasneje je bil neznano kdaj in zakaj prestavljen v Aleksandrijo. Od tam so ga skupaj h kapiteljem egipčanskega stebra, fragmenti kapitelja grško-rimskega stebra iz črnega bazalta, fragmentoma kvarcitne vratne preklade Senusreta III. in granitnim kipom klečečega Ramzesa II.  kot balast odpeljali v Anglijo. Lord Spencer, takratni prvi lord admiralitete in pooblaščenec Britanskega muzeja, je kamen leta 1805 podaril Britanskemu muzeju. Leta 1901 ameriški egiptolog James Henry Breasted napis dešifriral, prevedel in raztolmačil.

### Datiranje
Na napisu je zaznamek, da je prepis starejšega besedila, kar je sprožilo iskanje izvirika. Vsi poskusi, da bi ugotovili datum njegovega nastanka, so bili neuspešni. Breasted, Adolf Erman, Kurt Sethe in Hermann Junker so kamen datirali v Staro kraljestvo, Friedrich Junge in večina drugih egiptologov pa ga umešča v Petindvajseto dinastijo.

## Opis
Kamen je širok okoli 137 cm, na levi strani okoli 91 cm in na desni okoli 95 cm. Polje z napisi ima dimenzije okoli 132 x 66 cm. Sredi kamna je luknja velikosti 12 x 14 cm, iz katere je žarkasto razporejenih enajst polj besedila, dolgih 25 do 38 cm.  Osrednji del napisov s premerom okoli 78 cm je popolnoma obrabljenin nečitljiv.
James Henry Breasted je leta 1901 menil, da je plošča iz črnega granita, drugi pa, da iz bazalta ali konglomerata. Sodobne raziskave so pokazale da je kamen zelena breča iz Vadi Hammamata.

## Vsebina
Besedilo je razdeljeno na dva dela s kratkim uvodom in zaključnim povzetkom. Prvi del je posvečen zdužitvi Gornjega in Spodnjega Egipta. Združitev je preko boga Hora zaključil bog Ptah. V drugem delu je zgodba o stvaritvi sveta po memfiški  teologiji, ki stvaritev vsega, tudi bogov, pripisuje Ptahu.
Besedilo poudarja, da se je združitev Egiptov zgodila prav v Memfisu. Napis trdi tudi to, da so v Memfisu pokopali boga Ozirisa, ko ga je naplavilo na breg Nila.

### Uvod in kraljevi titularij
V prvi vrstici besedila je peteren kraljev titularij: »Živi Hor: ki osrečuje Dve deželi; Dve gospe: ki osrečujeta Dve deželi; kralj Gornjega in Spodnjega Egipta: Neferkare; sin Raja: [Šabaka], ljubljenec Ptaha-južno-od-njegovega-obzidja, ki, kot Ra, živi večno.« Prva tri imena poudarjajo kraljevo manifestacijo živega boga, zadnji dve imeni (prestolno in rojstno ime)  pa se nanašata na delitev in ponovno združitev Egipta.
Druga vrstica je posvetilni uvod, ki omenja, da je kamen kopija obrabljenega in poškodovanega papirusa, ki ga je našel faraon Šabaka med obiskom Ptahovega templja v Memfisu.

### Združitev Egipta
V vrsticah 3 do 47 je opis združitve Gornjega in Spodnjega Egipta pod bogom Horom v Memfisu. Besedilo najprej razglasi politično in teološko nadvlado memfiškega boga Ptaha, kralja Gornjega in Spodnjega Egipta in stvarnika velike eneade (Atum, Šu, Tefnut, Geb, Nut, Oziris, Izida, Set in Neftis). Besedilo zatem opisuje, kako je Hor kot manifestacija Ptaha sprva vladal samo v Spodnjem Egitu, medtem ko je v Gornjem Egiptu vladal njegov tekmec Set.  Hor je zatem od boga Geba dobil tudi Gornji Egipt in zavladal celi deželi.

### Memfiška teologija
V 48. do 64 vrstici je mit o stvaritvi sveta, znan kot memfiška teologija. Ptah, zavetnik obrtnikov, kovinarjev, umetnikov in arhitektov, je opisan kot bog stvarnik, nebeški obrtnik vesolja, ki je ustvaril vse, kar obstaja.  Stvaritev je bila najprej duhovna in intelektualna dejavnost, ki sta jo olajšala Ptahovo božansko srce (um) in jezik (govor).  Fizično svaritev je opravil Atum, ki je ustvaril Ptahove zobe in ustnice in iz njegovega semena in rok ustvaril eneado.

### Povzetek
V vrsticah  61 do 64 je povzetek celega besedila.

## Namen
Po Ragnhildu Bjerreju Finnestadu so tri teorije o mogočem namenu Šabakovega besedila: 
- vsiliti nadvlado memfiške teologije nad heliopolsko,
- vsiliti nadoblast Memfisa in memfiške duhovščine nad Heliopolisom in njegovo duhovščino in
- predstaviti ontologijo.[18]

Kot tempeljsko besedilo, napisno in postavljeno v Ptahovem templju, je Šabakov kamen služil verjetno v kultno-teološke namene.

## Poškodbe
Iz sekundarnih virov je razvidno, da se je Šabakov kamen kasneje uporabljal kot mlinski kamen, zato so napisi na osrednjem delu kamna v krogu s polmerom 78 cm uničeni. Najstarejša špekulacija, da se je uporabljal kot mlinski kamen, se je pojavila v Britanskem muzeju leta 1821, čeprav bi kamen lahko služil tudi kot podstavek nekemu okroglemu predmetu, morda stebru ali oporniku.
V dinastičnem obdobju Egipta je bilo nekaj delov kamna namerno odsekanih. Na enem od odsekanih delov je bilo ime boga Seta (vrstica 7), ki je bil takrat na slabem glasu. Psametik II. ali Psametik III. je izbrisal tudi Šabakovo rojstno in prestolno ime. Psametik III. je nato na kamen vklesal svoje ime, katero so Perzijci med osvajanjem Egipta izbrisali.